# Boguty-Augustyny
Boguty-Augustyny (prononciation : [bɔˈɡutɨ auɡusˈtɨnɨ]) est un village polonais de la gmina de Boguty-Pianki dans le powiat d'Ostrów Mazowiecka de la voïvodie de Mazovie dans le centre-est de la Pologne.
Il se situe à environ 1 kilomètre au nord de Boguty-Pianki (siège de la gmina), 36 km à l'est d'Ostrów Mazowiecka (siège du powiat) et à 113 km au nord-est de Varsovie (capitale de la Pologne).
Le village compte approximativement une population de 50 habitants en 2006.

## Histoire
De 1975 à 1998, le village appartenait administrativement à la voïvodie de Łomża.